# Az örökség (film, 1993)
Az örökség, avagy gútentág faszikáim (eredeti cím: Dědictví aneb Kurvahošigutntag) cseh szatirikus filmvígjáték. A film 1992 decemberében készült el, a mozikban 1993-ban mutatták be. A magyar szöveg Fodor Zsuzsa munkája, a szinkron az HBO megbízásából készült, 1994-ben. A film sikerén felbuzdulva 2014 során egy újabb rész forgatását tervezték, lehetőleg az eredeti szereplők megtartásával.

## Cselekmény
|  | Alább a cselekmény részletei következnek! |

Egy kis hegyvidéki faluban él Bohus, a részeges favágó. Napjait főként a barátaival való kocsmázással tölti. Egyszer értesítést kap, hogy örökség révén tulajdonosa lett a közeli város több vendéglátó egységének egy jelentős vagyon mellett. Amíg az összeg megérkezik, az ügyvéd által intézett hitelekből kezd el mértéktelenül költekezni. Fennhéjázóan viselkedik és minden lehetőséget megragad, hogy felvágjon a vagyonával és ugráltassa a környezetét. Amikor kiderül, hogy téves volt az örökség híre, barátai elfordulnak tőle. Ezután egy éjjel egy angyal látogatja meg, hogy átgondoltassa vele az eddigi tetteit. 
|  | Itt a vége a cselekmény részletezésének! |

## Szereplők
| Szereplő                        | Színész            | Magyar hang |
| ------------------------------- | ------------------ | --- |
| Bohuš                           | Bolek Polívka      | Reviczky Gábor |
| Dr. Ulrich                      | Miroslav Donutil   | Cs. Németh Lajos |
| Irena                           | Šárka Vojtková     | Bíró Kriszta |
| Košťál                          | Jozef Kroner       | Rudas István |
| Vlasta                          | Dagmar Veškrnová   | Tallós Rita |
| Nagynéni                        | Anna Pantůčková    | Kassai Ilona |
| Jura                            | Pavel Brichta      | Breyer Zoltán |
| Francek                         | Břetislav Rychlík  | Imre István |
| Erdész                          | Ján Sedal          | Varga Tamás |
| Arnošt                          | Arnošt Goldflam    | Verebély Iván |
| Vasutas                         | Martin Dohnal      | ? |
| Angyal / Dr. Strážný            | Jiří Pecha         | Breyer László |
| Dr. Široký                      | Leoš Suchařípa     | Uri István |
| Pincér a Luxusban               | Jaromír Dulava     | R. Kárpáti Péter |
| Dr. Ulrichová                   | Ivana Chýlková     | Virághalmy Judit |
| Liduna                          | Alena Ambrová      | Ősi Ildikó |
| Pincér a Slaviaban              | Miloš Černoušek    | Tarján Péter |
| Avoso Vidaho "a mindenható fia" | Avoso Vidaho       | ? |
| Karel Gott                      | Karel Gott         | Karsai István |
| Eladónő                         | Simona Peková      | ? |
| Lojza, a kommunista kolléga     | Pavel Zatloukal    | Wohlmuth István |
| Polgármester                    | Miroslav Výlet     | Kardos Gábor |
| Volák                           | Antonín Daněk      | ? |
| Vavruska                        | Jaroslav Bednář    | ? |
| Traktorista Pavel               | Hynek Chmelař      | ? |
| Verusa                          | Jana Matulová      | ? |
| Marusa                          | Mariana Chmelařová | ? |
| Igor                            | –                  | Barbinek Péter |
| Afrikai turista                 | –                  | Csuja Imre |
| Ányicská                        | –                  | Illyés Mari |
| Téglagyár igazgatója            | –                  | Palóczy Frigyes |
| További szereplők               | –                  | Bakonyi Gábor Breyer Zsófia Eczl Margit Előd Álmos Erdélyi György Hegedűs Miklós Holl János Karsai István Magyar Zoltán Nagy Miklós Oláh Orsolya Petrik József Puskás Tivadar Szennyai Mária Téren Gizella Tóth Ildikó Végh Ferenc |

## Érdekességek
- 16 perces werkfilm (Film o filmu) készült, ami megtekinthető az Interneten.[1]
- A felvételek Vyškov városban  és Olšany községben készültek.
- A filmben cameoszerepben felbukkan Karel Gott.
- A Facebook oldalon közel 100 ezer rajongója van Az örökség filmek
- A filmben látható hibákról lista készült cseh nyelven a kfilmu.net oldalon

## Díjak, jelölések
- Részt vett a 18. Moszkvai Filmfesztiválon